# Ancien hôtel de ville de Celle
 (septembre 2023).

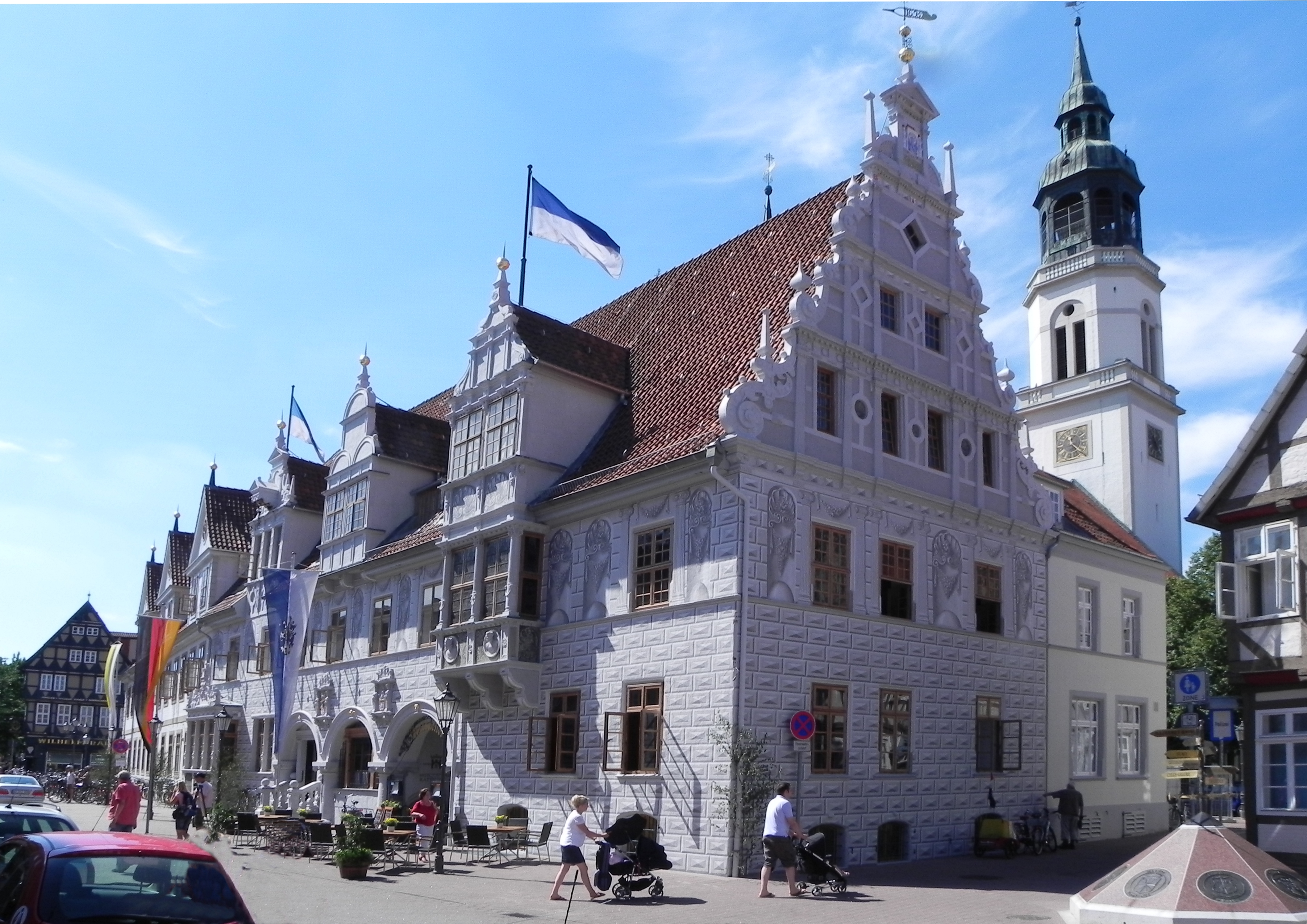
Pignon nord dans le style Renaissance de la Weser

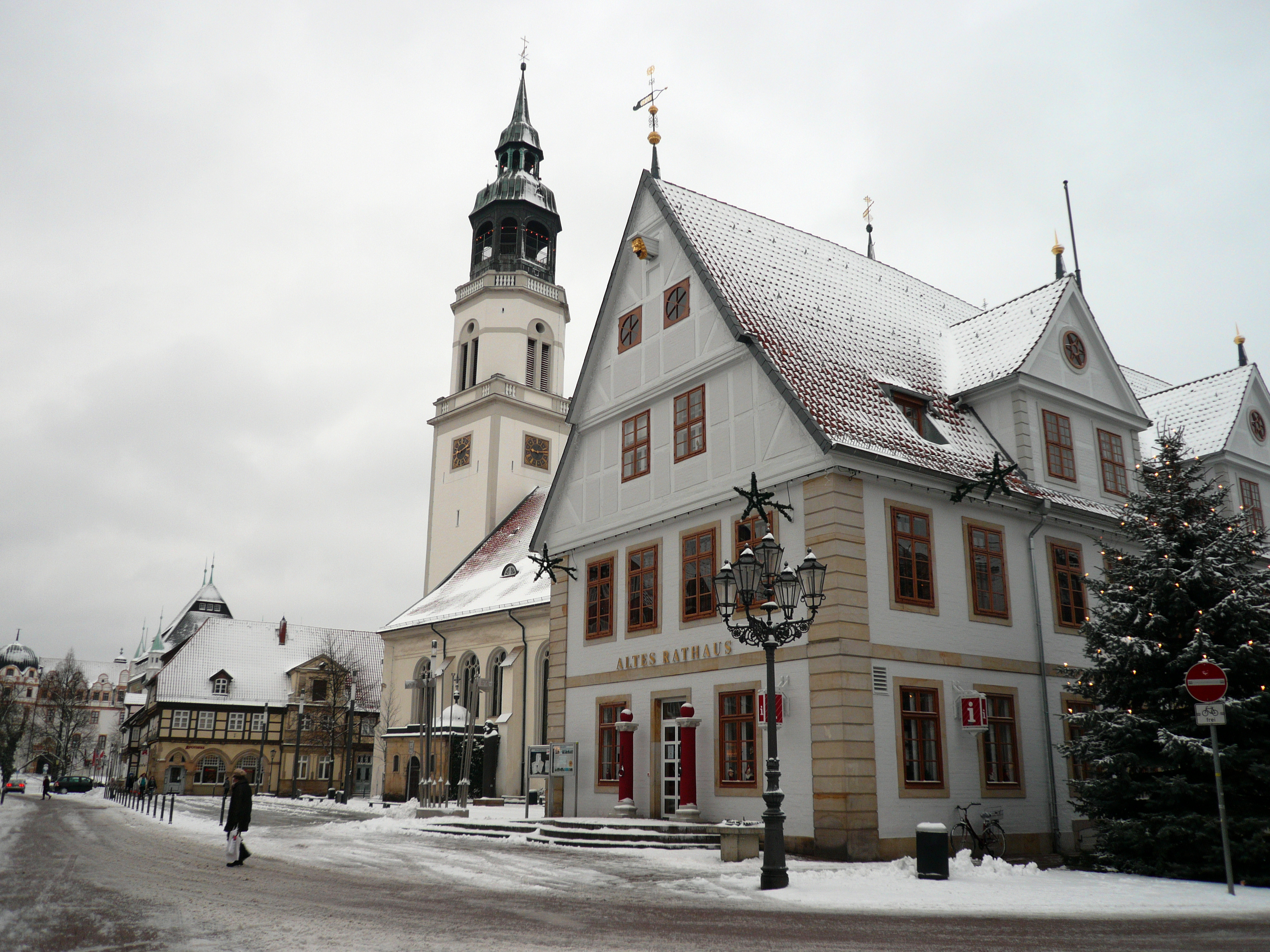
Pignon sud avec pilori

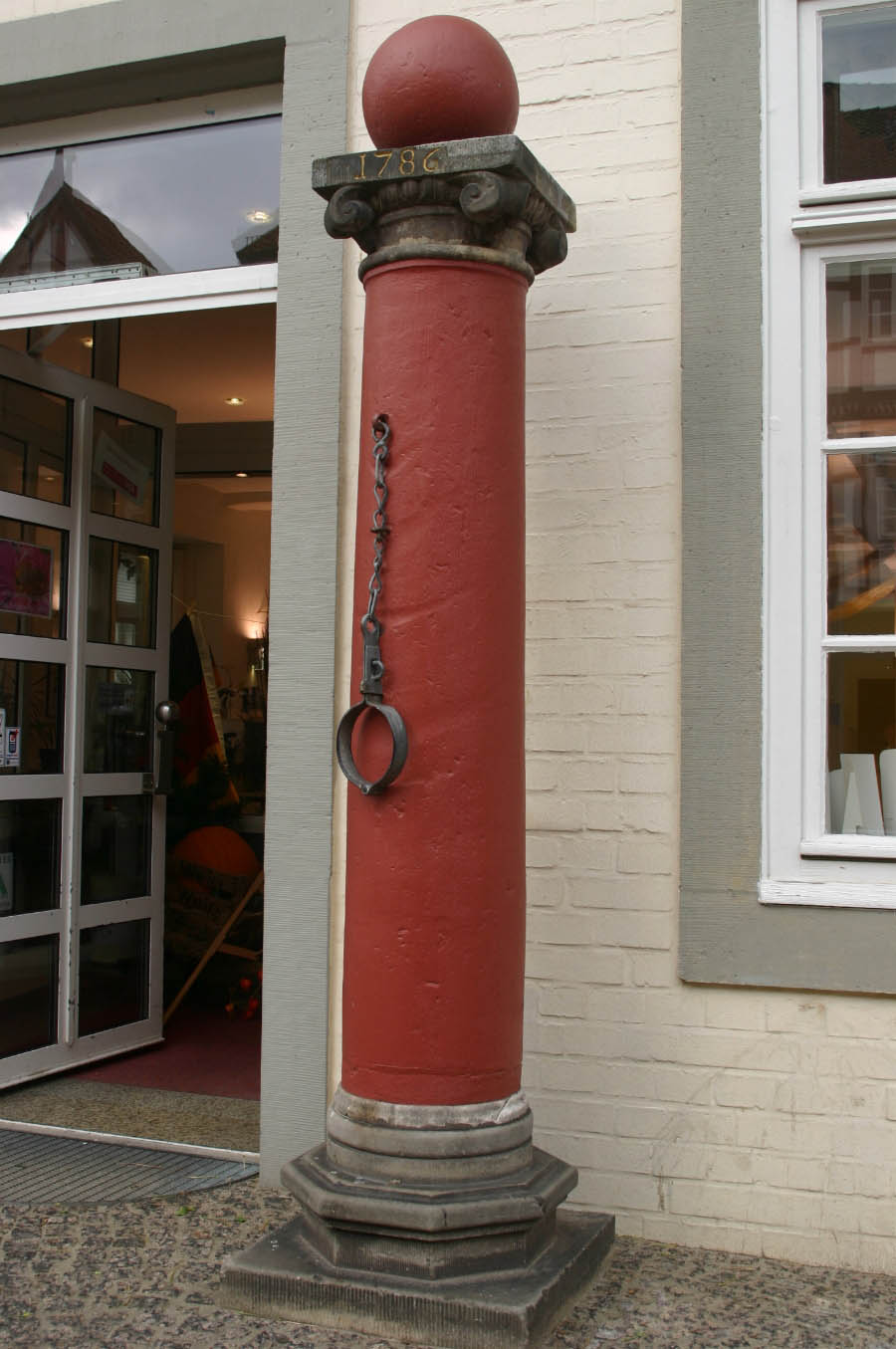
Pilier du pilori

L'ancien hôtel de ville de Celle en Basse-Saxe est un bâtiment historique classé qui a abrité l'administration municipale jusqu'en 1999.

## Histoire
La partie nord de l'hôtel de ville remonte à l'époque de la fondation de la ville en 1292. Les voûtes gothiques l'indiquent.
Le pignon nord de style Renaissance de la Weser a été construit en 1579. Les armoiries du duc Guillaume le Jeune et de son épouse Dorothée de Danemark au-dessus du portail d'entrée sur la place du marché datent de la même époque. Les deux personnages de la baie vitrée représentent probablement l'empereur et sa femme. Un petit portrait du maître d'œuvre Jacob Rieß est visible sur le pilier d'entrée gauche.
Vers 1580, trois hôtels particuliers sont démolis et la mairie est agrandie. Tout d'abord, une extension fut construite à pans de bois, puis refaite en dur en 1785. Pour cette partie de l'hôtel de ville, le nom de « maison de mariage » était courant à Celle, car de grandes fêtes de famille de citoyens pouvaient également y avoir lieu.

## L'intérieur
Au XXe siècle, les artistes Werner Hantelmannet Georg Herting ont conçu l'intérieur de l'hôtel de ville : l'hôtel de ville a été rénové de 1938 à 1940 et a reçu son aspect actuel. Dans le foyer nouvellement créé au premier étage, il y a quatre figures baroques en bois qui représentent les vertus de la Tempérance, de la Justice, de la Force et de la Prudence et proviennent du domaine royal de Bornstedt.
Après l'ouverture du nouvel hôtel de ville de Celle en 1999 et le déménagement de divers bureaux municipaux, l'ancien hôtel de ville a été réaménagé pour de nouveaux usages. Aujourd'hui, les informations touristiques, l'administration du théâtre du château et l'Académie d'homéopathie et de naturopathie de Basse-Saxe se trouvent ici. Diverses salles sont également disponibles pour les réceptions, réunions et mariages.
Le Ratskeller a reçu le 8 juin 1378 le droit ducal de servir du vin et des bières étrangères et est donc le plus ancien restaurant de Basse-Saxe. Les fresques murales ont été réalisées par le peintre berlinois Walter Miehe (1883-1972) et datent de la phase de rénovation de 1938 à 1940. En plus du restaurant, les salles de la cave du maire, le Schützenkeller et le Ratsherrenkeller sont disponibles. 
L'entrée du centre d'information touristique sur le pignon sud est ornée de deux colonnes de pilori datant de l'année 1786. Il s'agit de deux des quatre piliers de l'ancien palais de justice au rez-de-chaussée de la mairie. Ils y restèrent jusqu'en 1785. Ils ont d'abord servi de pilori, ont été vendus en 1863 et utilisés comme pilier de portail. En 1908, ils entrent en possession du musée Bomann à Celle et sont réinstallés en 1941 devant le pignon sud.